# Mariä-Tempelgang-Kirche

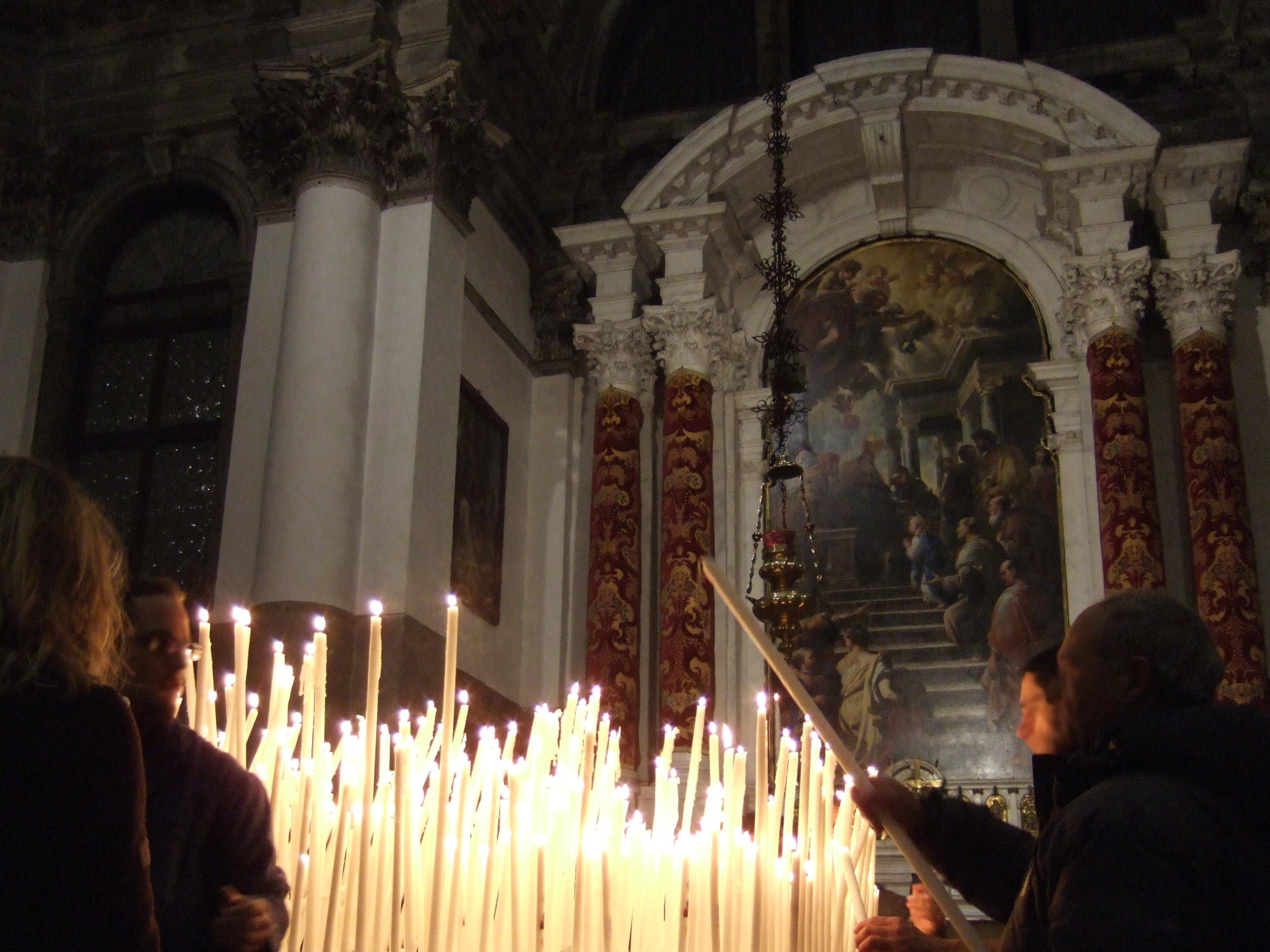
Kerzen vor dem Bild der Darstellung Mariens im Tempel, Venedig, Santa Maria della Salute, 21. November 2008

Mariä-Tempelgang-Kirche, Mariä-Opferung-Kirche oder Mariä-Einführung-in-den-Tempel-Kirche sind die Kirchen, die dem Fest Praesentatio Beatae Mariae Virginis, Darstellung Mariens im Tempel, heute katholisch Gedenktag Unserer Lieben Frau in Jerusalem, gewidmet sind.

## Erklärungen
Patroziniumstag ist der 21. November. Hauptkirche ist die katholische Titelkirche in Rom, Santa Maria della Presentazione. Historisch ist es die Basilika Sancta Maria Nova zu Jerusalem, deren Weihetag (21. November 543) zum Festdatum wurde.
Von diesem Patrozinium zu unterscheiden sind Darstellung des Herrn, 2. Februar (Einführung Jesu in den Tempel, Mariä Reinigung oder Mariä Lichtmess) → Darstellung-des-Herrn-Kirche.
In den Ostkirchen spricht man von Einführung der Gottesgebärerin in den Tempel (eines der zwölf großen Feste). Das Patrozinium Darstellung Mariens im Tempel entstand katholisch 1371 (gesamtkirchlich 1472), im Deutschen heißt es meist Mariä Opferung, es sind also Marienkirchen. Seit der katholischen Liturgiereform der 1960er Jahre wird der ekklesiologische Aspekt des Festes betont. Unserer Lieben Frau in Jerusalem findet sich selten als Patrozinium.
- ♦ … Titelkirchen, Kathedralkirchen (Bischofskirchen), Basiliken, Sanktuarien u. ä.

In anderen Sprachen: 
englisch Presentation of Mary/the Virgin/Our Lady [at the Temple];
portugiesisch Nossa Senhora da Apresentação;
russisch Введения во храм Пресвятой Богородицы

## Patrozinium Darstellung Mariens
Belgien
- Onze-Lieve-Vrouw Presentatiekerk, Gent

Brasilien
- ♦ Kathedrale Nossa Senhora da Apresentação in Natal (Brasilien)

Ecuador
- ♦ Basilika von El Quinche

Griechenland
- ♦ Kathedrale Darstellung der Gottesgebärerin (Trimartiri) (καθεδρικός ναός των Εισοδίων της Θεοτόκου [Τριμάρτυρη]), Chania[2]

Italien
- Chiesa Presentazione di Maria, Enguiso, Concei, Ledro
- ♦ Santa Maria della Presentazione, Rom (Titelkirche)
- Santa Maria della Presentazione in Vignanello, Latium

Polen
- ♦ Basilika Ofiarowania Najświętszej Maryi Panny, Wadowice

Tschechien
- Kostel Obětování Panny Marie, České Budějovice

## Patrozinium Einführung in den Tempel
Mazedonien
- Klosterkirche Prečista, bei Kičevo[3]

Rumänien
- Kathedrale von Gherla (Catedrala Intrarea în Biserică a Maicii Domnului), Konkathedrale des Bistums Cluj-Gherla

Russland
russisch Храм Введения во храм Пресвятой Богородицы
- Kirche Einführung der Gottesgebärerin in den Tempel Elhowka, Ivanovo Oblast
- Kirche Einführung der Gottesgebärerin in den Tempel Borowsk, Kaluga Oblast
- Klosterkirche Mariä Tempelgang Jaroslawl-Tolga
- Kirche Einführung der Gottesgebärerin in den Tempel Mzensk, Oryol Oblast
- Kirche Einführung der Gottesgebärerin in den Tempel an der Rjasanka, Moskau-Rjasanski
- Kirche Einführung der Gottesgebärerin in den Tempel an der Saltykow-Brücke, Moskau-Lefortowo
- Kirche Einführung der Gottesgebärerin in den Tempel Moskau-Basmanny
- Alte Klosterkirche im Uspenskj-Kloster Staritsa, Tver Oblast
- Kirche Einführung der Gottesgebärerin in den Tempel Wedenka, Lipetsk Oblast
- Kirche Einführung der Gottesgebärerin in den Tempel Valday, Novgorod Oblast

Serbien
- Mariä-Tempelgang-Kirche (Sviloš)
- Mariä-Tempelgang-Kirche (Zrenjanin)

Ukraine
- Mariä-Tempelgang-Kirche, Bukowez, Oblast Transkarpatien
- Mariä-Tempelgang-Kirche, Rostoka (Chust), Zakarpattia Oblast
- Mariä-Tempelgang-Kirche, Beryslaw, Oblast Cherson
- Mariä-Tempelgang-Kirche, Feodossija
- Mariä-Tempelgang-Kirche, Kyjiw, Podil
- Mariä-Tempelgang-Kirche, Ochtyrka, Oblast Sumy
- Mariä-Tempelgang-Kirche des Dreifaltigkeits-Elias-Klosters, Tschernihiw

Ungarn
- Griechisch-katholische Kathedrale zu Hajdúdorog

## Patrozinium Mariä Opferung

### Deutschland
- Schlosskirche Mariä Opferung, Pfarr- und Wallfahrtskirche in Hohenstadt (Abtsgmünd), Baden-Württemberg
- Mariä Opferung (Baumgärtle), Wallfahrtskapelle in Breitenbrunn, Bayern
- Kapelle Mariä Opferung (Hack), Gemeinde Seeg, Bayern
- Dorfkirche Mariä Opferung in Kirchanhausen, Bayern
- Kapelle Mariä Opferung in der Frauenkirche (München), Bayern
- Kapelle Maria Opferung (Nettershausen), Bayern
- Filialkirche Mariä Opferung (Oberreit), Gemeinde Feldkirchen-Westerham, Bayern
- Mariä Opferung (Osterwarngau), Bayern
- Pfarrkirche Mariä Opferung (Pfaffendorf), Gemeinde Pfeffenhausen, Bayern
- Pfarrkirche Mariä Opferung (Westen), Gemeinde Mallersdorf-Pfaffenberg, Bayern
- Filialkirche Mariä Opferung in Thaldorf (Kelheim), Bayern
- Pfarrkirche Mariä Opferung (Rembrücken), Stadt Heusenstamm, Hessen
- Pfarr- und Wallfahrtskirche Mariä Opferung (Laaberberg), Gemeinde Rohr in Niederbayern, Bayern
- Pfarrkirche St. Marien in Saarwellingen-Reisbach, Saarland
- Mariä Opferung (Unterneuses)

### Österreich
- Pfarrkirche Mining, Oberösterreich
- Wallfahrtskirche Frauenberg an der Enns, Ardning, Steiermark
- Pfarrkirche Mariä Opferung, Hochgallmigg, Fließ, Tirol
- Pfarrkirche Maria Opferung Riezlern im Kleinwalsertal, Vorarlberg
- Landhauskapelle (Wien)